# Mặt A và mặt B
Các thuật ngữ mặt A và mặt B chỉ hai mặt của đĩa máy hát có tốc độ xoay 78 và 45 vòng/phút. Đó có thể là các đĩa đơn hoặc extended play (EP). Mặt A thường chứa bản thu mà nghệ sĩ, nhà sản xuất hay công ty thu âm muốn được quảng bá nhiều hơn và sau đó, nếu thuận lợi, sẽ được phát trên đài phát thanh, trở thành một bản hit. Mặt B là bản thu phụ có một ý nghĩa lịch sử nào đó: một số nghệ sĩ, điển hình như Elvis Presley, Little Richard, The Beatles, Chuck Berry, và Oasis, có những ca khúc phát hành mặt B thành công tương tự như mặt A và chính nó cũng trở thành một bản hit. Một số khác thì ngược lại: nhà sản xuất Phil Spector thường chọn các bản thu không lời trực tiếp tại phòng thu để cho lên mặt B, khiến không ai có thể nhầm lẫn giữa hai mặt này. Bằng cách đó, Spector đảm bảo rằng đài phát thanh sẽ chú trọng vào mặt thu mà ông muốn trở thành bản hit.
Các bản thu âm âm nhạc đã chuyển từ dòng đĩa cũ trên sang các định dạng khác như đĩa đơn CD và tải kỹ thuật số, vốn không có các "mặt", nhưng những thuật ngữ trên vẫn được sử dụng để mô tả nội dung của các bản thu có trong đĩa, trong đó mặt B thường chỉ là các bản thu phụ thêm "Bonus" mà thôi.